# Greatest Hits (álbum de Billy Joel)
Greatest Hits de Billy Joel son una colección lanzada en dos volúmenes. Los primeros, lanzados en 1985, contienen los primeros dos discos. La segunda fue lanzada en 1997. Todas las canciones excepto las tres últimas, "To Make You Feel My Love", "Hey Girl" y "Light as the Breeze", fueron escritas por Billy Joel.
"You're Only Human (Second Wind)" y "The Night is Still Young" se encuentran disponibles solamente en el primer conjunto. Las otras canciones aparecen en el orden de sus fechas de lanzamiento y generalmente representan los sencillos más exitosos de Billy Joel.
"Greatest Hits, Vols. 1 & 2" han sido certificados Diamante por la RIAA vendiendo más de 21 millones de copias, haciéndolo el cuarto álbum más vendido en la historia de la música Americana junto con el álbum de AC/DC's Back in Black.

## Greatest Hits Volumen I y II
El álbum Greatest Hits Volume I & Volume II incluye éxitos de 1973-1985 en orden cronológico con una excepción. El álbum incluye dos pistas no lanzadas anteriormente, "You're Only Human (Second Wind)" y "The Night Is Still Young", exclusivas a esta colección (y variantes de relanzamiento).

### Lista de canciones LP Greatest Hits Volumen I y II
| Lado A | |          |  |
| N.º    | Título                                                                                               | Duración |  |
| 1.     | «Piano Man» (1973)                                                                                   | 5:36     |  |
| 2.     | «Say Goodbye to Hollywood» (1981) (live edited version)                                              | 3:53     |  |
| 3.     | «New York State of Mind» (1976) (contiene un solo de saxofón diferente que la versión de Turnstiles) | 5:58     |  |
| 4.     | «The Stranger» (1977)                                                                                | 4:55     |  |
| 5.     | «Just the Way You Are» (1977) (radio edit version)                                                   | 3:34     |  |

| Lado B |                                        |          |  |
| N.º    | Título                                 | Duración |  |
| 1.     | «Movin' Out (Anthony's Song)» (1977)   | 3:27     |  |
| 2.     | «Only the Good Die Young» (1977)       | 3:53     |  |
| 3.     | «She's Always a Woman» (1977)          | 3:18     |  |
| 4.     | «My Life» (1978) (radio edit version)  | 3:50     |  |
| 5.     | «Big Shot» (1978) (radio edit version) | 3:43     |  |
| 6.     | «You May Be Right» (1980)              | 4:09     |  |

| Lado C |                                         |          |  |
| N.º    | Título                                  | Duración |  |
| 1.     | «It's Still Rock and Roll to Me» (1980) | 2:54     |  |
| 2.     | «Don't Ask Me Why» (1980)               | 3:40     |  |
| 3.     | «Pressure» (1982) (radio edit version)  | 3:13     |  |
| 4.     | «Allentown» (1982)                      | 3:49     |  |
| 5.     | «Goodnight Saigon» (1982)               | 7:02     |  |

| Lado D |                                                 |          |  |
| N.º    | Título                                          | Duración |  |
| 1.     | «Tell Her About It» (1983) (radio edit version) | 3:55     |  |
| 2.     | «Uptown Girl» (1983)                            | 3:15     |  |
| 3.     | «The Longest Time» (1983)                       | 3:35     |  |
| 4.     | «You're Only Human (Second Wind)» (1985)        | 4:47     |  |
| 5.     | «The Night Is Still Young» (1985)               | 5:27     |  |

## Cassette Greatest Hits Volumen I y II
Igual a la versión en LP, pero lados 1 y 2 están puestos en un lado, y 3 y 4 en el otro lado. El orden de las canciones es el mismo.

## CD Greatest Hits Volumen I y II
| CD 1 |                                     |          |  |
| N.º  | Título                              | Duración |  |
| 1.   | «Piano Man»                         | 5:39     |  |
| 2.   | «Captain Jack»                      | 6:57     |  |
| 3.   | «The Entertainer»                   | 3:40     |  |
| 4.   | «Say Goodbye to Hollywood»          | 4:39     |  |
| 5.   | «New York State of Mind»            | 6:05     |  |
| 6.   | «The Stranger»                      | 5:09     |  |
| 7.   | «Scenes from an Italian Restaurant» | 7:36     |  |
| 8.   | «Just the Way You Are»              | 4:51     |  |
| 9.   | «Movin' Out (Anthony's Song)»       | 3:30     |  |
| 10.  | «Only the Good Die Young»           | 3:54     |  |
| 11.  | «She's Always a Woman»              | 3:20     |  |

| CD 2  |                                   |          |  |
| N.º   | Título                            | Duración |  |
| 1.    | «My Life»                         | 4:44     |  |
| 2.    | «Big Shot»                        | 4:02     |  |
| 3.    | «You May Be Right»                | 4:13     |  |
| 4.    | «It's Still Rock and Roll to Me»  | 2:58     |  |
| 5.    | «Don't Ask Me Why»                | 2:59     |  |
| 6.    | «She's Got a Way [en vivo]»       | 3:02     |  |
| 7.    | «Pressure»                        | 4:37     |  |
| 8.    | «Allentown»                       | 3:48     |  |
| 9.    | «Goodnight Saigon»                | 7:02     |  |
| 10.   | «Tell Her About It»               | 3:50     |  |
| 11.   | «Uptown Girl»                     | 3:16     |  |
| 12.   | «The Longest Time»                | 3:39     |  |
| 13.   | «You're Only Human (Second Wind)» | 4:49     |  |
| 14.   | «The Night Is Still Young»        | 5:26     |  |
| 58:25 |                                   |          |  |

Las ediciones en LP y casete contienen 21 pistas. El CD contiene cuatro pistas adicionales: "Captain Jack", "The Entertainer", "Scenes from an Italian Restaurant", y "She's Got a Way" (la versión en vivo de Songs in the Attic). En 1998, estos dos CD fueron remasterizados digitalmente y empacados con dos videos adicionales ("You're Only Human" y "The Night is Still Young"). Todas las canciones que fueron editadas en la edición de 1985 ("Pressure", "My Life", "Big Shot", "Just the Way You Are" y "The Stranger") fueron restauradas a sus duraciones de las versiones álbum original. También la versión en vivo de "Say Goodbye to Hollywood" fue eliminada y reemplazada con la versión en estudio del álbum de Joel de 1976 "Turnstiles".

## Greatest Hits Volumen III
El álbum Greatest Hits Volumen III incluye éxitos de 1983-1997.  Tres pistas de estudio no lanzadas anteriormente están incluidas, "To Make You Feel My Love", "Hey Girl", y "Light as the Breeze".  Todas las tres son covers de canciones no originales de Joel (una rara ocurrencia en su catálogo), y son exclusivas a esta colección.
Cronológicamente, este álbum coincide ligeramente con el Volumen II, dado que las dos primeras pistas, "Keeping the Faith" y "An Innocent Man", aparecieron primero en su álbum An Innocent Man.
| N.º | Título                           | Duración |  |
| 1.  | «Keeping the Faith»              | 4:38     |  |
| 2.  | «An Innocent Man»                | 5:19     |  |
| 3.  | «A Matter of Trust»              | 4:12     |  |
| 4.  | «Baby Grand»                     | 4:05     |  |
| 5.  | «This Is the Time»               | 5:00     |  |
| 6.  | «Leningrad»                      | 4:04     |  |
| 7.  | «We Didn't Start the Fire»       | 4:48     |  |
| 8.  | «I Go to Extremes»               | 4:24     |  |
| 9.  | «And So It Goes»                 | 3:38     |  |
| 10. | «The Downeaster 'Alexa'»         | 3:44     |  |
| 11. | «Shameless»                      | 4:27     |  |
| 12. | «All About Soul (Remix)»         | 6:01     |  |
| 13. | «Lullabye (Goodnight, My Angel)» | 3:35     |  |
| 14. | «The River of Dreams»            | 4:11     |  |
| 15. | «To Make You Feel My Love»       | 3:53     |  |
| 16. | «Hey Girl»                       | 3:57     |  |
| 17. | «Light as the Breeze»            | 6:12     |  |

## The Complete Hits Collection: 1973-1997
El 13 de  octubre de 1997, una caja recopilatoria fue lanzada que incluía todos los tres volúmenes de Greatest Hits así como un cuarto disco que contiene un Q&A con Billy Joel.
| An Evening of Questions & Answers... & A Little Music |                                                                    |          |  |
| N.º                                                   | Título                                                             | Duración |  |
| 1.                                                    | «Billy Joel Spoken Intro/Music Concepts [en vivo]»                 | 10:18    |  |
| 2.                                                    | «Scenes From an Italian Restaurant [Versión no lanzada - en vivo]» | 7:50     |  |
| 3.                                                    | «Beatles Influence [en vivo]»                                      | 5:18     |  |
| 4.                                                    | «A Hard Day's Night [Versión no lanzada - en vivo]»                | 2:53     |  |
| 5.                                                    | «Why Vienna? [en vivo]»                                            | 9:28     |  |
| 6.                                                    | «Vienna [Versión no lanzada - En vivo]»                            | 3:41     |  |
| 7.                                                    | «History Through the Music [en vivo]»                              | 4:31     |  |
| 8.                                                    | «We Didn't Start the Fire [Versión no lanzada - en vivo]»          | 5:13     |  |
| 9.                                                    | «Music Source [en vivo]»                                           | 9:14     |  |
| 10.                                                   | «The River of Dreams [grabación en estudio original no lanzada]»   | 5:20     |  |
| 11.                                                   | «Piano Bar [en vivo]»                                              | 7:46     |  |
| 12.                                                   | «Piano Man [Versión no lanzada - en vivo]»                         | 6:31     |  |
| 1:18:03                                               |                                                                    |          |  |

- Datos: Q3116021